# Balogh Rudolf-díj
A Balogh Rudolf-díj kiemelkedő fotóművészeti tevékenység elismerésére adományozható állami kitüntetés. A magyar fotográfia legrangosabb szakmai díja.
A díjat évente, március 15-én, három személy kaphatja.
A kitüntetett adományozást igazoló okiratot és érmet kap.
Az érem kerek alakú, bronzból készült, átmérője 80, vastagsága 8 milliméter. Az érem Gáti Gábor szobrászművész alkotása, egyoldalas, Balogh Rudolf domború arcképét ábrázolja, és BALOGH RUDOLF-DÍJ felirattal van ellátva.

## Díjazottak

### 2025
- Dombovári Tibor Bumbi fotóművész;
- Papp Elek fotóművész.

### 2024
- Felvégi Andrea, a Muzsika folyóirat képszerkesztő-fotóriportere;
- Kaiser Ottó fotográfus, a Kaiser Art Kft. művészeti vezetője.

### 2023
- Fejér Zoltán György fotóművész, fotótechnika-történeti és fotótörténeti szakíró,
- Seres Géza fotóművész.

### 2022
- Minyó Szert Károly fotográfus, képzőművész,
- Várhelyi Klára fotóművész, a Collegium Hungaricum Róma munkatársa.

### 2021
- Szatmári Gergely fotográfus
- Eifert János fotóművész

### 2020
- Czigány Ákos fotóművész
- Szigeti Tamás fotográfus

### 2019
- Detvay Jenő fotóművész
- Gábor Enikő fotóművész
- Kása Béla fotóművész
- Urbán Ádám fotográfus

### 2018
- Máté Gábor fotográfus, a Moholy-Nagy Művészeti Egyetem tanszékvezetője, egyetemi adjunktusa
- Vécsy Attila fotóművész, a Magyar Tudományos Akadémia Agrártudományi Kutatóközpont marketing asszisztense

### 2017
- Chochol Károly, fotóművész
- Hamarits Zsolt, fotóművész

### 2016
- Horváth Mária Judit, fotóművész,
- Pataky Zsolt, fotóművész, fotóriporter.

### 2015
- Dr. Baki Péter múzeumigazgató, fotótörténész, művészettörténész
- Szalontai Ábel fotóművész

### 2014
- Pecsics Mária fotóművész
- Szarka Klára fotóművészeti szakíró, fotótörténész

### 2013
- Kudász Gábor Arion, fotóművész
- Gera Mihály, fotószakíró, szerkesztő

### 2012
- Herendi Péter, fotográfus
- Kovács Melinda, fotóművész
- Szabó Judit fotóművész

### 2011
- Móser Zoltán, fotóművész
- Sopronyi Gyula, fotóriporter
- Szamódy Zsolt, fotóművész

### 2010
- Barta Zsolt Péter, fotóművész
- Fazekas István, fotóriporter
- Flesch Bálint, fotográfus

### 2009
- Gáti György fotóművész
- Katkó Tamás fotóművész
- Lábady István fotóművész

### 2008
- Schwanner Endre fotóművész
- Szigetváry Zsolt fotóriporter
- Zaránd Gyula fotóművész

### 2007
- Drégely Imre fotóművész
- Göbölyös Luca fotóművész
- Kovács Attila fotóriporter

### 2006
- Hajdú József, a Postamúzeum fotográfusa
- Hajtmanszki Zoltán fotóművész
- Horváth Dávid fotográfus

### 2005
- Kresz Albert fotóművész
- Soós Lajos fotóriporter, a Magyar Távirati Iroda főmunkatársa
- Telek Balázs fotóművész

### 2004
- Bozsó András fotóművész
- Fuszenecker Ferenc fotóművész
- Gárdi Balázs fotóriporter

### 2003
- Gulyás Miklós fotográfus
- Habik Csaba fotóriporter
- Vancsó Zoltán fotográfus

### 2002
- Farkas Antal (Jama) fotóművész
- Fejér Gábor fotóriporter
- Jokesz Antal fotóművész

### 2001
- Halas István fotóművész
- Haris László fotóművész
- Koncz Zsuzsa fotóriporter

### 2000
- Szabó Barnabás fotóriporter
- Vékás Magdolna fotóművész

### 1999
- Stemlerné Balog Ilona muzeológus
- Szilágyi Lenke fotóművész

### 1998
- Baricz Katalin fotográfus
- Rédei Ferenc fotóriporter

### 1997
- Normantas Paulius fotóművész
- Stalter György fotóriporter

### 1996
- Kunkovács László fotóművész
- Tímár Péter fotóművész

### 1995
- Patyi Árpád fotóművész
- Szebeni András fotóművész

### 1994
- Kincses Károly fotótörténész, muzeológus
- Tóth György fotóművész

### 1993
- Bánkuti András fotóművész
- Fejér Ernő fotóművész

### 1992
- Balla András fotóművész
- Kiss Kuntler Árpád fotóművész